# Wiseman
Wiseman és una concentració de població designada pel cens dels Estats Units a l'estat d'Alaska. Segons el cens del 2000 tenia 21 habitants.

## Demografia
Segons el cens del 2000, Wiseman tenia 21 habitants, 7 habitatges, i 3 famílies La densitat de població era de 0,1 habitants/km².
Dels 7 habitatges en un 57,1% hi vivien nens de menys de 18 anys, en un 57,1% hi vivien parelles casades, en un 0% dones solteres, i en un 42,9% no eren unitats familiars. En el 42,9% dels habitatges hi vivien persones soles el 42,9% de les quals corresponia a persones de 65 anys o més que vivien soles. El nombre mitjà de persones vivint en cada habitatge era de 3 i el nombre mitjà de persones que vivien en cada família era de 4,5.
Per edats la població es repartia de la següent manera: un 38,1% tenia menys de 18 anys, un 9,5% entre 18 i 24, un 42,9% entre 25 i 44, un 9,5% de 45 a 60 i un 0% 65 anys o més.
L'edat mediana era de 34 anys. Per cada 100 dones de 18 o més anys hi havia 160 homes.
La renda mediana per habitatge era de 23.750 $ i la renda mediana per família de 24.583 $. Els homes tenien una renda mediana de 0 $ mentre que les dones 11.250 $. La renda per capita de la població era de 8.211 $. Cap de les famílies i el 10,5% de la població estaven per davall del llindar de pobresa.

## Poblacions més properes
El següent diagrama mostra les poblacions més properes.